# Touillon
Touillon település Franciaországban, Côte-d’Or megyében. Lakosainak száma 461 fő (2022. január 1.). Touillon Étais, Fain-lès-Montbard, Fontaines-en-Duesmois, Fresnes, Lucenay-le-Duc, Marmagne, Montbard és Villaines-en-Duesmois községekkel határos.

## Népesség
A település népessége az elmúlt években az alábbi módon változott:
| Lakosok száma | 487  | 451  | 493  | 418  | 459  | 464  | 466  | 457  | 461  | 461  |
|               | 1968 | 1982 | 1990 | 2006 | 2013 | 2015 | 2017 | 2019 | 2020 | 2022 |